# Bleptina thisbesalis
Bleptina thisbesalis är en fjärilsart som beskrevs av Walker 1858. Bleptina thisbesalis ingår i släktet Bleptina och familjen nattflyn. Inga underarter finns listade i Catalogue of Life.